# Armeria belgenciensis
Arméria de Belgentier, Armérie de Belgentier
Espèce
Synonymes
- Armeria arenaria subsp. peirescii Baumel, Auda & Médail, 2009[1]
- Armeria filicaulis auct. non (Boiss.) Boiss., 1841, sensu Rouy, 1908[1]
- Armeria filicaulis sensu H.J.Coste, 1904[1]
- Armeria littoralis auct. non Hoffmanns. & Link, 1813, sensu H.J.Coste, 1904[1]
- Statice littoralis subsp. filicaulis sensu P.Fourn., 1937[1]

Armeria belgenciensis, l'Arméria de Belgentier ou Armérie de Belgentier, est une espèce de  plantes à fleurs de la famille des Plumbaginaceae et du genre Armeria. Elle est endémique de Solliès-Toucas, une commune du Var en France. Elle pousse sur la zone dolomitique de Morière-la-Tourne à Solliès-Toucas (et non à Belgentier). Cette espèce élancée, de vingt à cinquante centimètres de haut, aux feuilles très fines et rigides et aux petits capitules de fleurs blanc rosé, affectionne les sables dolomitiques chauds et ensoleillés.

## Description

### Appareil végétatif
C'est une plante vivace de 20–40 cm, glabre, densément gazonnante ; les feuilles linéaires, sont raides, les extérieures plus courtes et planes, les autres allongées, étroites, linéaires-canaliculées, à une nervure ; les hampes sont très grêles ; la gaîne est de 15–20 mm, au moins une fois plus longue que le capitule petit (10–15 mm).

### Appareil reproducteur
Les fleurs sont blanchâtres ou rosées ; l'involucre est pâle, à folioles peu nombreuses, scarieuses, les extérieures ovales-arrondies, mucronulées ou non, bien plus courtes que les intérieures ; le calice est à tube quatre fois plus long que le pédicelle, à lobes triangulaires, plus courts que le tube, atténués en arête un peu plus courte qu'eux.

## Menaces et conservation
L'Armérie de Belgentier est extrêmement menacée, elle est classée « en danger critique d'extinction » aux niveaux mondial, national et local. Elle est classée sur le Livre rouge de la flore menacée en France depuis 1990.
En 2003, la population totale est de moins de deux cents individus. À la suite de travaux de voirie, en 2005, cette population a été réduite à moins de cinquante individus. Elle est menacée notamment à cause d’une ligne électrique qui traverse la station. Le pacage prolongé de caprins sur le site principal de cette espèce endémique est aussi une menace.